# 宮廷外交
宮廷外交（きゅうていがいこう、英:court diplomacy）とは、宮廷における人間関係を基礎として展開される外交のこと。

## 概要
絶対王政期のヨーロッパの諸国家は王家による家産国家によって構成されていた。これらの国々では国家・領土・国民は君主の私有財産視され、外交においては各国の国家を統治する君主同士の縁戚関係や個人的好悪が国益よりも優先される場合もあった。そのため各国の外交使節は相手国の君主の公私にわたる活動の拠点である宮廷に出入して君主の好意を買うことによってひいては使節が所属する国家に対する好意をも獲得しようとした。そのために各国の宮廷は飲食・買収・誘惑、果ては男女関係に至るまで様々な事物を取り混ぜた複雑な外交戦争の舞台と化した。
フランスの外交官フランソワ・ド・カリエールは、その著書『外交談判法』の中で、外交官に必要なものとして身なりに威厳を持たせるだけではなく、馬車や従僕等にも金を惜しまず、他者には気前の良さを見せ、豪華な食べ物の用意をしていつでも相手国の宮廷の要人（出来るならば君主をも）を歓待するための宴会・余興の用意をしておく必要性を唱えている。反対に教養に溢れて禁欲的で社会的な信用も高い修道僧を外交官として起用して、精神的・宗教的な側面から君主の関心を惹こうとする例もあった。更に君主が関心を示す趣味に長じていることや有力者に対する賄賂攻勢、場合によっては機密文書を奪うなどのスパイ行為が行われることもあった。実際に外交官の役目の1つには君主の好意を得ることと同時に相手国の政治・軍事などの内情を探って敵対した場合に備える目的もあり「名誉あるスパイ」と呼ばれる場合もあった。
外交官にとって成功を得るためにもっとも重要なことは、君主あるいはその周辺（王妃・寵妃・宰相・寵臣など）、外交政策における意思決定にもっとも近い人の歓心を得ることであり、そのために彼らに対して金や高価な品物を贈るのは勿論、各種宮廷行事などに参加して接触の機会を増やし、最終的にはその信任を得ることを目指した。その究極の形が閨房外交（けいぼうがいこう、英:boudoir diplomacy）であった。これは君主またはその周辺の人物との間で私的な愛人関係を結んでその恋愛感情を利用して外交を動かそうとしたのである。その極みは18世紀イギリスのジェイムズ・ハリス（在ロシア大使在任: 1776年-1783年）である。彼はロシアとの同盟締結を目的としてロシアに派遣され、エカチェリーナ2世の歓心を得て宮殿の裏道から彼女の寝室に招かれて親密な交際を行ったと言われている。彼の目的自体は果たせなかったものの、アメリカ独立戦争におけるロシアの武装中立同盟提唱に影響を与え、イギリスの外交的孤立を防ぐことには成功した。
だが、宮廷外交の中心地であったフランスでは革命によって王制が倒され、王制崩壊に至らなかった国々でも19世紀に入ると、国民国家への転換とともに外交の主導権を行政府（及び外務省などの外交担当官庁）に奪われ、次第に宮廷外交の意義は失われていくようになった。